# エリザベタ・サマラ
エリザベタ・サマラ（Elizabeta Samara 1989年4月15日- ）は、ルーマニア、コンスタンツァ出身の卓球選手。

## 略歴
2003年のヨーロッパユース卓球選手権カデットの部シングルスで優勝、翌2004年も連続優勝を果たした。2005年には同大会のシングルスで準優勝、ダブルスで優勝すると共にITTF世界ジュニアサーキットファイナルで優勝、2006年にヨーロッパユース選手権、シングルス、ダブルス、混合ダブルスで優勝、世界ジュニアサーキットファイナルで準優勝を果たした。
世界卓球選手権には2007年のザグレブ大会より出場している。
ヨーロッパ卓球選手権では2005年に団体優勝、2009年にダニエラ・ドデアンとのダブルスで優勝、ヨーロッパトップ12でも2009年、2010年と5位になっている。
2008年の北京オリンピックのシングルス、団体にそれぞれ出場した。
2012年、ワールドカップのシングルスで準優勝
2015年、ヨーロッパ選手権のシングルスで優勝、ダブルスで準優勝
2017年、ヨーロッパ選手権の団体戦で優勝
2018年、Tリーグのトップおとめピンポンズ名古屋に入団。